# شلوس هوف (قلعة)

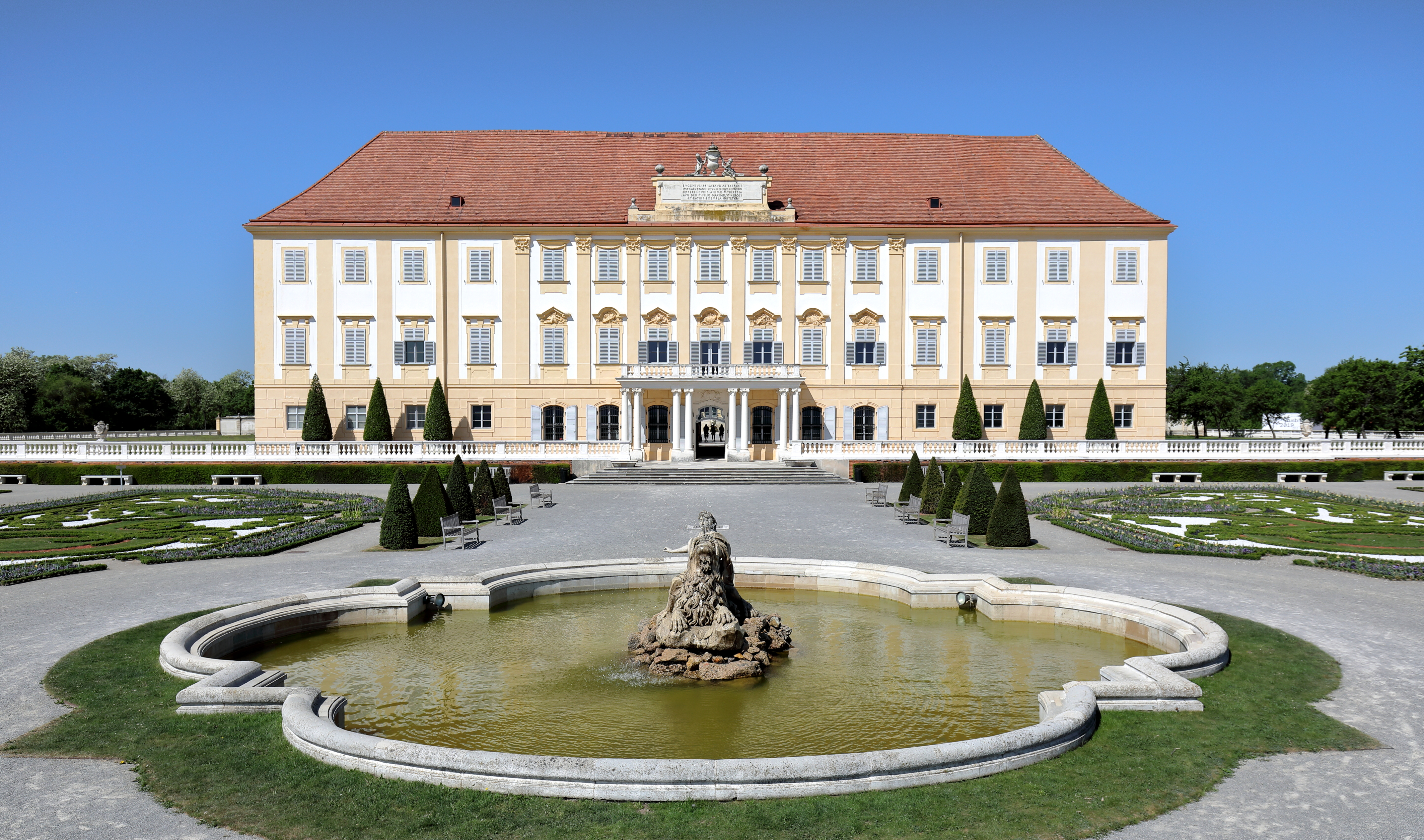
شلوس هوف

قلعة شلوس هوف (بالإنجليزية: Schloss Hof) هو قصر تاريخي يقع في مارشفلد بالنمسا بالقرب من حدود سلوفاكيا.
كانت ملكًا للأمير يوجين من سافوي الذي اشتراه في وقت متأخر من حياته في عام 1726. وقام بتوسيعه على الطراز الباروكي بواسطة المهندس المعماري يوهان لوكاس فون هيلدبراندت في عام 1729، واستخدمه كمنزل استراحة. ثم تركه لابنة أخته في وصيته، واُشتريت لاحقًا من قبل الإمبراطورة ماريا تيريزا من النمسا وأصبحت جزءًا من العقارات الإمبراطورية.

## تاريخ
بُنيت القلعة في عشرينيات القرن السادس عشر إلى الشرق مما كان يُعرف آنذاك بقلعة هوف التي تعود إلى القرون الوسطى. بعد أن استحوذ الأمير يوجين أمير سافوي على المجمع في عام 1725، قام بتوسيعه إلى مقر إقامة. وفي عام 1755، أصبحت القلعة في ملكية ماريا تيريزا. وفي عام 1773 إلى عام 1775، أجرى فرانز أنتون هيلبرانت عملية تحويل وتوسعة لمنحها المظهر الذي تتمتع به اليوم. أعيد بناء حديقة الباروك في مظهرها التاريخي بحلول عام 2019.

## قلعة شلوس هوف على العملة
أصبحت قلعة شلوس هوف على وجه واحدة من أشهر العملات المعدنية لهواة جمع الفضة والمسماة عملة قلعة شلوسهوف. وأُصدرت هذه العملة كتكريم للقلعة حيث يظهر الوجه الآخر منظر للقلعة من جانب حديقة المدرجات.

## مايرهوف
رُممت حديقة الباروك، وهي واحدة من أكبر المزارع الباقية في أوروبا، وفتحها للجمهور. أقيمت ورش عمل في مايرهوف، يمكن للزوار من خلالها التعرف على الحياة الصناعية الباروكية كالخراطة، الفخار، نسج السلال، البستنة، تقطير المشروبات الكحولية. يوعتبر الممران اللذان يشبهان المرآة والمجاوران لمايرهوف من بين المباني الباروكية الأكبر والأقدم أيضًا في أوروبا.
تعيش سلالات الحيوانات الأليفة اليوم في اسطبلات ومراعي المزرعة. حيث تنظم إدارة القلعة برامج تربية الحيوانات لمنع انقراض السلالات النمساوية القديمة مثل خيول نونيوس التي كانت منتشرة في القرن التاسع عشر. وأغنام ليبيزانر، ونوريكر، التي تشتهر بها المنطقة، بالإضافة إلى بعض الحمير البيضاء النمساوية المجرية الأخيرة في العالم.